# Sân bay Yambio
Sân bay Yambio (IATA: n/a, ICAO: HSYA) là một sân bay ở Yambio, thủ phủ bang Tây Equatoria của Nam Sudan.

## Vị trí
Sân bay Yambio nằm ở phía tây nam Nam Sudan, gần biên giới quốc tế với Cộng hòa Dân chủ Congo và Cộng hòa Trung Phi. Nó nằm ở phía đông bắc của trung tâm thành phố Yambio.
Vị trí này cách Sân bay quốc tế Juba khoảng 355 km (221 mi) về phía tây. Sân bay Yambio nằm ở độ cao 724 mét (2.375 ft) trên mực nước biển. Nó có một đường băng không trải nhựa, có chiều dài khoảng 1.000 mét (3.300 ft).